# Giedra Radvilavičiūtė
Giedra Radvilavičiūtė (Panevėžys, 5 marzo 1960) è una scrittrice lituana.

## Biografia e carriera letteraria
Nata a Panevėžys, si è laureata in lingua e letteratura lituana presso l'Università di Vilnius nel 1983. Dapprima insegnante, si è poi dedicata al giornalismo.
Dal 1994 al 1998 ha vissuto negli Stati Uniti, a Chicago, con il marito, il linguista Giedrius Subačius (sposato nel 1987) e la figlia Daukantė.
Rientrata in patria, ha esordito in letteratura partecipando al romanzo collettivo Siužetą siūlau nušauti (Propongo di sparare alla trama, 2002), a cui hanno fatto seguito due raccolte di racconti: Suplanuotos akimirkos (Attimi pianificati, 2004) e Stanotte dormirò dalla parte del muro (Šiąnakt aš miegosiu prie sienos, 2010), che l'ha portata a vincere il Premio letterario dell'Unione europea nel 2012 ed è stato tradotto in varie lingue europee, fra cui l'italiano.
Nel 2015 è stata insignita del Premio nazionale lituano per la cultura e le arti.
Del 2018 è il suo ultimo lavoro, Tekstų persekiojimas. Esė apie rašytojus ir žmones (Caccia ai testi. Saggio sulle persone e sugli scrittori).

## Opere tradotte in italiano
- Stanotte dormirò dalla parte del muro, Joker Edizioni, Novi Ligure, 2018 - ISBN 9788875364281 (Šiąnakt aš miegosiu prie sienos, 2010; trad. Adriano Cerri e Irina Dvizova).